# Wacław Wróblewski
Wacław Karol Wróblewski ps. Krzysztof (ur. 1878, zm. 1934) – dziennikarz i publicysta, działacz polskiego i międzynarodowego ruchu robotniczego. 
Od 1904 w PPS, następnie w PPS-Lewicy (od 1906), redaktor m.in. „Robotnika”. W 1917 aresztowany przez Niemców i uwięziony w obozie Havelberg. Współorganizator KPRP i Komunistycznej Partii Polski (członek Komitetu Centralnego w latach 1918–1919 i 1922–1924). W 1920 więziony w X Pawilonie Cytadeli Warszawskiej. 
W 1924 emigrował do Francji (przystąpił do Francuskiej Partii Komunistycznej), potem do Niemiec, był również redaktorem partyjnych pism. Od 1931 w Związku Sowieckim. Aresztowany przez NKWD i stracony w 1934. Został zrehabilitowany w 1956.